# Kardynał (obraz El Greca)

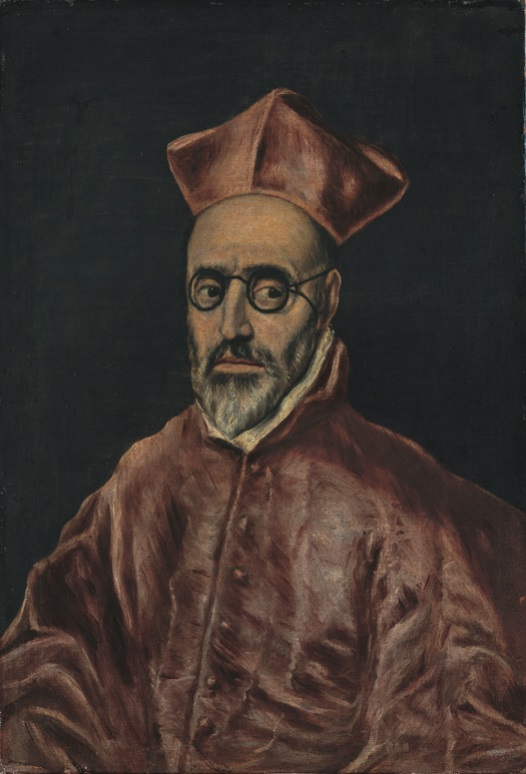
Kardynał inna wersja przedstawiająca popiersie kardynała znajdująca się w Museum Oskar Reinhart am Römerholz

Kardynał – obraz hiszpańskiego malarza pochodzenia greckiego Dominikosa Theotokopulosa, znanego jako El Greco. Należy do zbiorów Metropolitan Museum of Art w Nowym Jorku. Obraz sygnowany: domenikos theotokopoulos epoiei.

## Okoliczności powstania
El Greco wyjechał z Rzymu około 1577 roku i osiedlił się w Hiszpanii. Zamieszkał w Toledo, gdzie wkrótce nawiązał kontakt z czołowymi członkami duchowieństwa. XV i XVI wiek to okres świetności hiszpańskiej inkwizycji. El Greco, by uzyskać przychylność i zyskać nowych mecenasów wśród kleru przyjął zlecenie wykonania pełnopostaciowego portretu kardynała Fernanda Niño de Guevary (1541–1609), wielkiego inkwizytora Hiszpanii. Kardynał był znaną postacią swoich czasów: był członkiem Rady Kastylii, został kardynałem w 1596 roku, inkwizytorem generalnym w 1599 roku i arcybiskupem Sewilli w 1600 roku. Odwiedził Toledo w lutym i marcu 1600 roku oraz wizytował miasto ponownie w 1601 i 1604 roku. Obraz prawdopodobnie powstał wiosną 1600 roku, kiedy kardynał przebywał w Toledo z królem Filipem III i jego dworem. Kardynał zmarł w 1609 roku i został pochowany w klasztorze San Pablo Ermitaño w Toledo, portret El Greca był prawdopodobnie eksponowany nad jego grobem.
Obraz stał się symbolem Hiszpanii i hiszpańskiej inkwizycji.

## Opis obrazu
Malarz przedstawił kardynała siedzącego na drewnianym fotelu, ubranego w kardynalski strój chórowy, m.in. czerwoną (purpurową) sutannę oraz mantolet i mucet tego samego koloru. Na głowie ma biret. Rozsunięty u dołu mantolet odsłania koronkową rokietę, której akcenty widać na kołnierzu i rękawach. Dłonie kapłana oparte są o poręcz; jedna jest zaciśnięta, druga otwarta. Wskazuje to na sprzeczne emocje pozującego. Kardynalskie szaty skąpane są w świetle, które wygładza materiał kontrastujący z kanciastym drewnianym fotelem. W tle znajduje się błyszcząca złocista skóra wisząca na ścianie oddzielona czarnym pasem od ściany z drewnianych kasetonów. Podłoga i jej wzór ma za zadanie równoważyć scenę: prostokąty podkreślają układ siedzącej sylwetki, a czarne koło eksponuje leżącą kartkę papieru, na której widnieje podpis artysty.
Spojrzenie kardynała jest surowe i pytające. Uderzającym szczegółem są okulary namalowane przez El Greca. Okulary były nowym wynalazkiem ówczesnych czasów i noszenie ich było uważane za niewłaściwe. Znacznie wyżej ceniono sobie binokle. Kardynał pozując w okularach przedstawia siebie jako osobę postępową, ceniącą nowinki techniczne. Zlecenie wykonania swojego portretu El Grecowi po uprzednim odrzuceniu jego prac przez króla Filipa II było również aktem prowokacji lub zainteresowania dla indywidualnego stylu artysty

## Proweniencja
W 1632 roku obraz został udokumentowany w zbiorach siostrzeńca kardynała, który następnie przekazał go swoim potomkom. Do 1904 roku obraz znajdował się w kolekcji znakomitych rodów arystokracji hiszpańskiej przechodząc prawem spadkowym z pokolenia na pokolenie. W czerwcu 1904 obraz został sprzedany za 200 000 peso domu aukcyjnemu Durand-Ruel, a ten w tym samym roku sprzedał dzieło za 225 000 franków amerykańskiemu filantropowi Henry’emu Osborne’owi Havemeyerowi z Nowego Jorku. W 1929 roku obraz znalazł się w kolekcji Metropolitan Museum of Art.

## Inna wersja obrazu
Od 1955 roku w Museum Oskar Reinhart am Römerholz znajduje się inna, mniejsza wersja tego obrazu. Obraz o wymiarach 74 × 51 cm przedstawia kardynała Guevarę w tradycyjnym ujęciu trzech-czwartych. Jest sygnowany dużymi literami pisanymi kursywą doménikos theotokópoulos e’poíei. Według Harolda Wetheya, portret jest kopią obrazu z Metropolitan Museum i jest dziełem warsztatu mistrza lub jego naśladowcy. Wethey datował go na wczesny XVII wiek. Hiszpański historyk sztuki Manuel B. Cossío, który jako pierwszy nadał portretowi autorstwo, datował obraz na lata 1594–1604. W nowszych monografiach dotyczących twórczości malarza autorstwa Michael Scholz-Hönsela i Fernanda Mariasa obraz nie jest uwzględniony jako dzieło El Greca. Według kuratorki muzeum Oskar Reinhart am Römerholz, Mariantonii Reinhard-Felice identyfikacja kardynała jako Fernanda Niño de Guevarę jest błędna.

## Obraz w kulturze
Szczegóły powstania obrazu przedstawione są w filmie El Greco z 2007 roku w reżyserii Iannisa Smaragdisa.